# Maria Königin (Baldham)
Die römisch-katholische Kirche Maria Königin in Baldham ist eine Pfarrkirche im Pfarrverband Vaterstetten im Dekanat München-Nordost. Sie wurde am 30. September 1979 durch Kardinal Joseph Ratzinger geweiht.

## Geschichte
In den 1950er-Jahren wurde in Baldham – damals zur Pfarrei Zum kostbaren Blut Christi in Vaterstetten zugehörig – noch Gottesdienst im ehemaligen Thorak-Atelier gefeiert, später in der Kapelle des Altenheim Haus Maria Linden und danach in einem Kellerraum der neuerbauten Grundschule an der Brunnenstraße. Da diese Räumlichkeiten nicht mehr ausreichten, entstand schnell der Wunsch nach einem eigenen Kirchengebäude.
Im Jahr 1957 gründete sich dann ein Kirchenbauverein und im selben Jahr konnte eine Marienkirche gebaut werden. Das Grundstück an der Brunnenstraße stammte von der Familie Loidl, die Baukosten betrugen 90.000 DM. Die Behelfskirche war als einfacher Betsaal ohne Kirchturm oder Pfarrzentrum konzipiert.
Der Ort Baldham erlebte in den folgenden Jahren, insbesondere ab Anfang der 1970er-Jahre durch den 1972 fertiggestellten S-Bahn-Anschluss, jedoch ein rasches Bevölkerungswachstum. Die Behelfskirche wurde erneut zu klein, außerdem entstand der Wunsch nach Räumlichkeiten für das Gemeindeleben. Bereits 1965 wurde an das erzbischöfliche Ordinariat ein Antrag zum Neubau einer Kirche in Baldham Kolonie gestellt. Am 17. März 1972 wurde die Kuratie Baldham „Maria Königin“ errichtet. Als Kurat wurde Martin Thurner ernannt, zuvor Kaplan der Pfarrei Vaterstetten, der zugleich mit dem Aufbau einer Pfarrei und dem Bau einer neuen Kirche mit Pfarrzentrum und Kindergarten beauftragt wurde. Am 1. August 1974 wurde die Pfarrkuratie „Maria Königin“ (nicht jedoch die Kirche St. Korbinian in Baldham-Dorf) durch Kardinal Julius Döpfner zur Eigenständigkeit erhoben.
Am 19. Oktober 1976 konnte schließlich mit dem Neubau neben der alten Behelfskirche begonnen werden. Die Grundsteinlegung wurde am 21. Mai 1977 durch Weihbischof Ernst Tewes zelebriert. Im Juli 1978 begann der Umzug in das neue Kirchengebäude, die alte Behelfskirche wurde abgerissen. An ihrer Stelle entstand der neue Pfarrhof sowie das Pfarrzentrum mit Gemeinschafts- und Jugendräumen. Im November 1978 wurde der katholische Kindergarten eröffnet. Außerdem entstand im August 1978 ein Pfarrhaus mit Pfarrbüro und einigen Wohnungen. Schließlich fand am 30. September 1979 die Weihe der Kirche durch Kardinal Joseph Ratzinger, statt, womit die Pfarrgemeinde von der Kuratie zur Pfarrei erhoben wurde.
Nachdem Thurner, nun als Pfarrer, die Pfarrei bis 1985 leitete, folgte ihm Pater Fritz Köster in dieser Funktion in den Jahren 1986 bis 1988. Als dessen Nachfolger Pfarrer Wolfgang Lanzinger die Pfarrei im Jahr 2000 verließ, gab es bis 2005 ein neues Modell mit der Pfarrbeauftragten Irmgard Mark als Leitung der Pfarrei und dem Ruhestandspriester Erwin Pfeifer als Leiter der Seelsorge. Das Ordinariat wollte dieses Modell allerdings nicht fortführen. Im Jahr 2008 ging die Pfarrei einen Pfarrverband mit der benachbarten Pfarrei Vaterstetten ein. Der Pfarrverband wurde 2015 um die Kuratie Neufarn erweitert.

## Architektur und Ausstattung

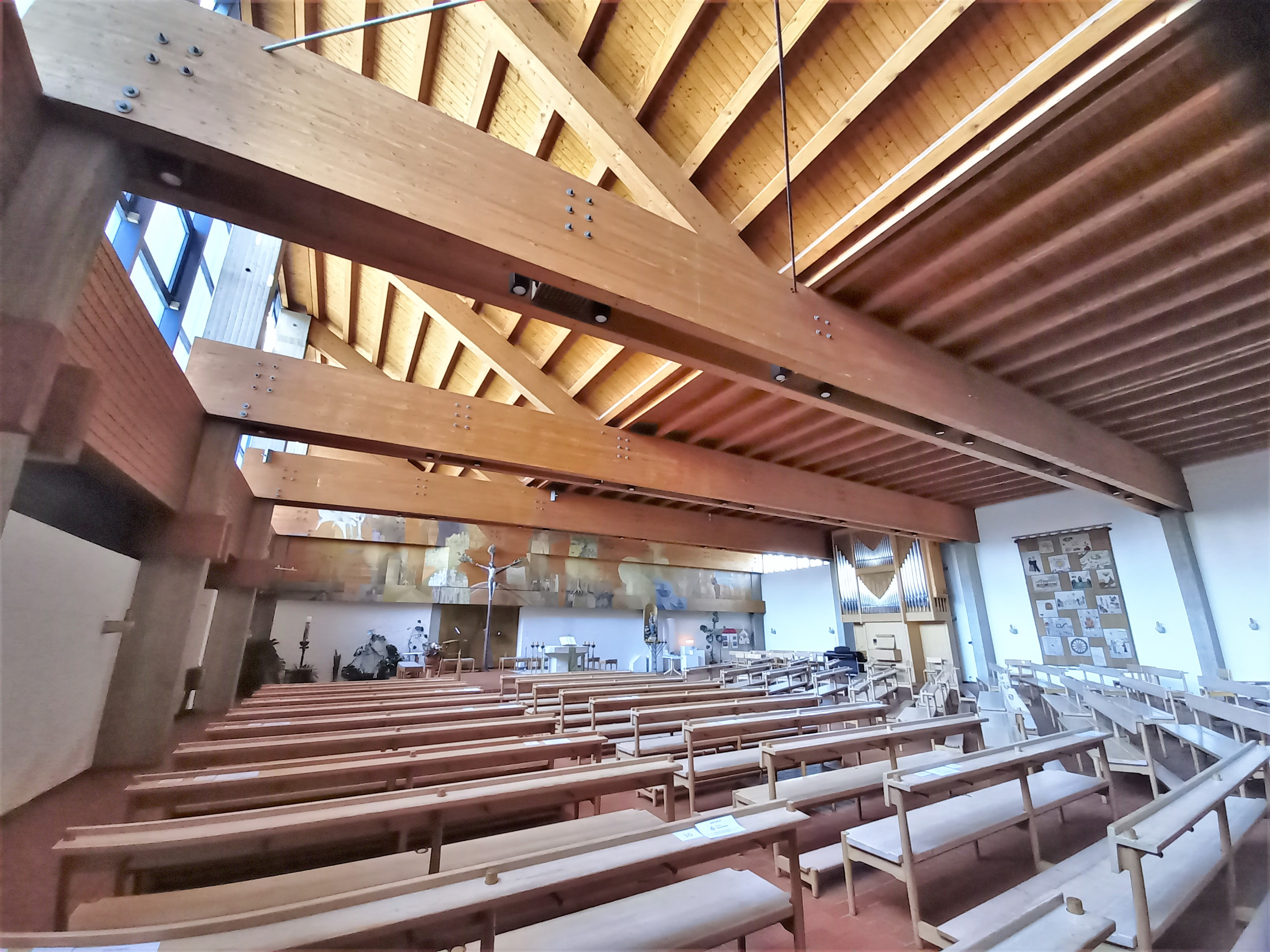
Innenansicht (2020)

Bei einem Architektenwettbewerb im Jahr 1973 gewann Robert Gerum, dessen Arbeitsschwerpunkt auf sakralen Bauten in Bayern lag, den ersten Preis. Mit seinen Kirchengebäuden wollte Gerum den Geist der Zweiten Vatikanischen Konzils und die neue Offenheit der Kirche widerspiegeln. Die Architektur der Maria Königin verzichtet laut Gerum „bewusst auf Repräsentation, sie will vielmehr Raum geben und Ausdruck sein für eine lebendige Gemeinde.“
Bei den Planungen setzten Thurner und der Kirchenbauverein gegenüber dem Erzbischöflichen Ordinariat eine kleinere Dimensionierung des Kirchenbaus sowie den vermehrten Einsatz von Holz- statt Betonelementen durch, Thurners Wunsch nach einem mobilen Altar wurde jedoch nicht erfüllt.
Baulich unterscheidet sich Maria Königin von den meisten katholischen Kirchen in Bayern in vielerlei Hinsicht: So ist sie ein Zentralbau, da der Kirchenraum annähernd quadratisch ist. Im Inneren ist sie geprägt von hellen Holzelementen, etwa an der Decke, am Altarbild, an der Orgel und an der Bestuhlung. Außerdem hat die Kirche keine Ostung; der Altar ist nach Norden ausgerichtet. Das Altarkreuz ist nicht rechtwinklig, sondern vergleichbar zum altitalischen Buchstaben 𐌙 abgewinkelt. Der Altarraum ist nicht durch Seitenwände abgetrennt, sondern lediglich durch wenige Stufen erhöht.
Das Altarbild erstreckt sich über die gesamte Nordwand und stellt Motive aus der Offenbarung des Johannes dar. Es wurde, ebenso wie Altar, Ambo, Taufbecken, Vortragekreuz, Leuchter und Tabernakel von Reinhold Grübl gestaltet.
Die Jesusdarstellung am Altarkreuz stammt aus dem 15. Jahrhundert, das Kreuz selbst ist an den Baum des Lebens angelehnt. Außerdem befindet sich eine Jesus-Statue aus dem 18. Jahrhundert als Geißelsäule am Schriftenstand. Rechts vom Altarraum befindet sich eine Marienstatue, wohl aus dem Chiemgau im 15. Jahrhundert. Direkt daneben entstand im Jahr 2011 ein Opferkerzenstock durch den in Baldham ansässigen Künstler Steffen Schuster.
An den Kirchenraum schließt eine ebenfalls annähernd quadratische Sakramentskapelle als Aufbewahrungsort des Tabernakels an. Dieser wurde in Anlehnung an einen Toraschrein gestaltet und ist aus Bronze. Im Jahr 1995 gestaltete der ortsansässige Künstler Joachim Schuster gemeinsam mit seinem Sohn Steffen Schuster sechs dazu passende Bronzereliefs, die Stellen aus dem Lukas- und Johannesevangelium darstellen. Da eines dieser Reliefs die Begegnung in Emmaus darstellt, trägt die Kapelle seitdem den Namen Emmauskapelle. Ebenfalls in der Emmauskapelle befindet sich ein Wandteppich der Baldhamer Künstlerin Johanna Barbara Geyer.

## Orgel

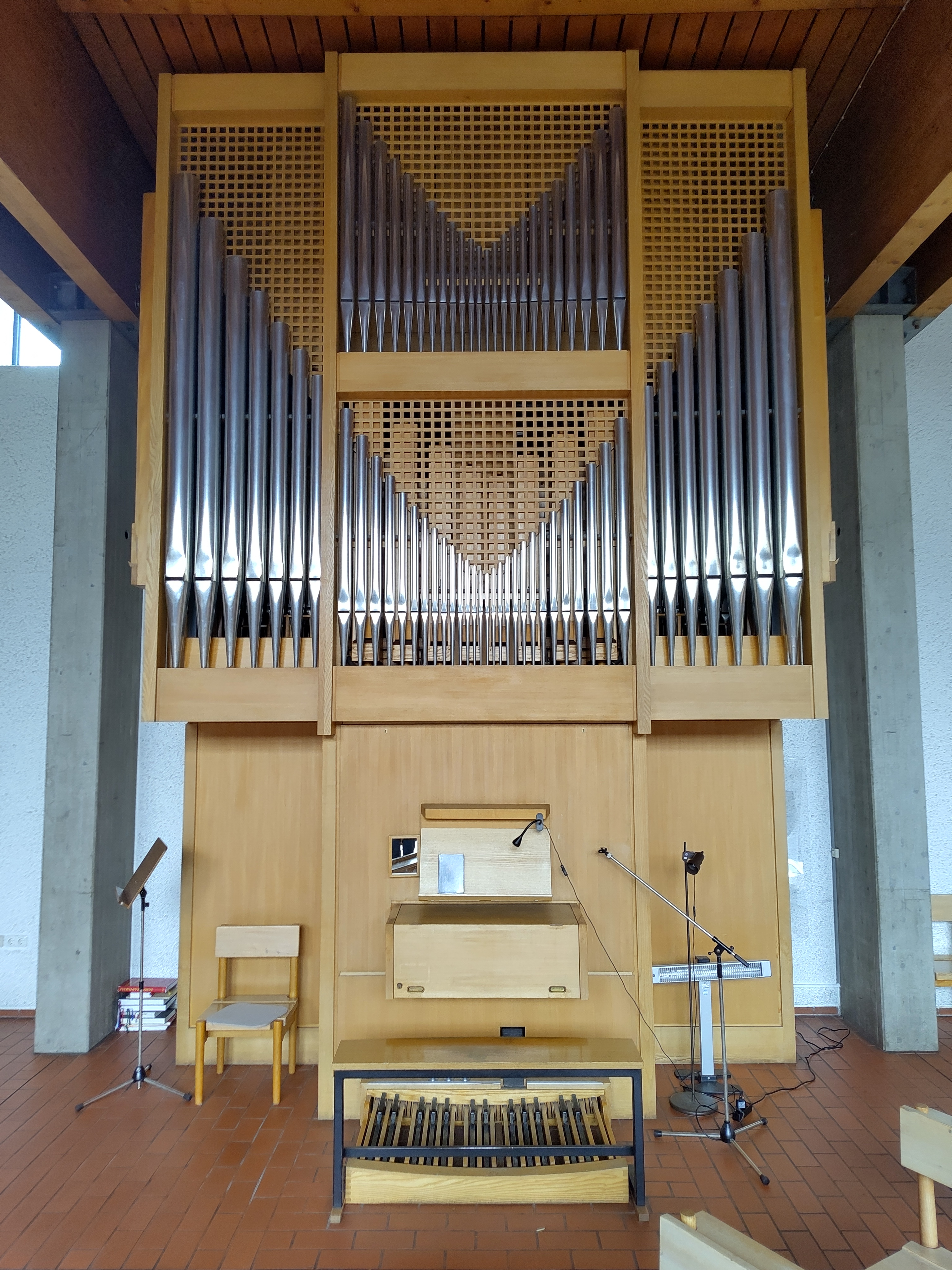
Orgel (2024)

Die Orgel mit mechanischer Spiel- und elektrischer Registertraktur stammt von Johannes Klais Orgelbau und wurde am 6. Februar 1982 durch Generalvikar Gerhard Gruber eingeweiht. Die Disposition lautet:
| I. Hauptwerk C–g3 |               |
| Prinzipal         | 8′ (Prospekt) |
| Holzgedackt       | 8'            |
| Oktave            | 4′            |
| Gemshorn          | 4'            |
| Traversflöte      | 2' (überbl.)  |
| Larigot           | 1 ⁄3'         |
| Mixtur IV         | 1'            |

| II. Schwellwerk C–g3 |        |
| Rohrflöte            | 8′     |
| Flötgedackt          | 4′     |
| Nasard               | 2 ⁄3′  |
| Prinzipal            | 2'     |
| Terz                 | 1 3⁄5′ |
| Oktave               | 1'     |
| Schalmey-Oboe        | 8'     |
| Tremulant            |        |

| Pedal C–f1  |                |
| Subbass     | 16′ (seitlich) |
| Spillpfeife | 8′             |
| Tenoroktave | 4' (Prospekt)  |
| Trompete    | 8′             |

- Koppeln: II/I, I/P, II/P
- Spielhilfen: 2 freie Kombinationen